# 20 tháng 5
Ngày 20 tháng 5 là ngày thứ 140 (141 trong năm nhuận) trong lịch Gregory. Còn 225 ngày trong năm.

## Sự kiện
- 325 – Công đồng đầu tiên tại Nicea được triệu tập bởi Hoàng Đế La Mã Constantinus I.
- 1925 – Giáo hoàng Piô–9 tấn phong chức Khâm sứ đầu tiên ở Đông Dương cho giám mục Agiuti.
- 1941 – Chiến tranh thế giới thứ hai: Quân Đức thả lính dù xuống đảo Crete, mở màn trận chiến trên đảo với quân đội Đồng Minh.
- 1969 – Chiến tranh Việt Nam: Trận Đồi Thịt Băm tại Thừa Thiên kết thúc, Quân lực Hoa Kỳ chiếm ngọn đồi.
- 1983 – Luc Montagnier công bố phát hiện của ông về vi-rút HIV gây bệnh liệt kháng trên tạp chí Science, là công bố đầu tiên về vi-rút này.
- 1989 – Chính quyền Trung Quốc áp đặt thiết quân luật nhằm đối phó với các cuộc biểu tình ủng hộ dân chủ đang diễn ra, dẫn đến sự kiện thảm sát tại Quảng trường Thiên An Môn.

## Sinh
- 1717 – Lê Hiển Tông, vị hoàng đế áp chót của nhà Lê Trung hưng cũng như là thứ 26 của nhà Hậu Lê trong lịch sử Việt Nam (m. 1786).
- 1799 – Honoré de Balzac nhà vǎn hiện thực lớn của nước Pháp (m. 1850)
- 1830 -- Hector Malot, nhà văn người Pháp (mất 1908)
- 1836 – Nguyễn Phúc Miên Hoang, tước phong Kiến Phong Quận công, hoàng tử con vua Minh Mạng (m. 1888)
- 1851 – Emile Berliner, nhà phát minh người Đức, phát minh ra máy quay đĩa (m. 1929)
- 1883 – Vua Faisal I của Iraq (m. 1933).
- 1897 – Diego Abad de Santillán nhà kinh tế, tác giả người Tây Ban Nha (m. 1983)
- 1908 – James Stewart, huyền thoại điện ảnh Hoa Kỳ (m. 1997)
- 1919 – Phaolô Giuse Phạm Đình Tụng, giám mục Công giáo người Việt, hồng y – tổng giám mục Tổng giáo phận Hà Nội (1994 – 2005) (m. 2009)
- 1924 – Aida Mitsuo, nhà thơ, nhà thư pháp Nhật Bản (m. 1991)
- 1929 – Hoài An (nhạc sĩ sinh 1929), nhạc sĩ người Việt Nam
- 1946 – Cher, diễn viên và ca sĩ người Hoa Kỳ
- 1948 – Lệ Thủy, nghệ sĩ cải lương Việt Nam
- 1981 – Iker Casillas, thủ môn bóng đá người Tây Ban Nha
- 1982 – Petr Čech, thủ môn bóng đá người Cộng hòa Séc
- 1990 – Nhã Phương, nữ diễn viên người Việt Nam

## Mất
- 1285 – John II của Jerusalem, vua đảo Síp.
- 1506 – Cristoforo Colombo, nhà thám hiểm người Tây Ban Nha gốc Ý.
- 1622 – Osman II, Hoàng đế của đế quốc Ottoman (s. 1604)
- 2009 – Nguyễn Bá Cẩn, thủ tướng Việt Nam Cộng hòa (s. 1930)
- 2025 - Trần Đức Lương, nguyên chủ tịch nước Cộng hoà Xã hội Chủ nghĩa Việt Nam (s. 1937)

## Những ngày lễ và kỉ niệm
- Quốc khánh (Cameroon)
- Ngày căm thù sự diệt chủng của chế độ Pol Pot (Campuchia)